# Babaí
Babaí (en ucraïnès Бабаї, en rus Бабаи) és una vila de la província de Khàrkiv, Ucraïna. El 2021 tenia 6.594 habitants.